# Kölner Triathlon Team 01
| Saison                                                                                                 | Liga               | Platz |
| --- | ------------------ | ----- |
| 2004                                                                                                   | Landesliga Süd NRW | 7.    |
| 2005                                                                                                   | Verbandsliga NRW   | 5.    |
| 2006                                                                                                   | Oberliga NRW       | 2.    |
| 2007                                                                                                   | Regionalliga       | 2.    |
| 2008                                                                                                   | NRW Liga           | 2.    |
| 2009                                                                                                   | 2. Bundesliga Nord |       |
| 2010                                                                                                   | 1. Bundesliga      |       |
| 2011                                                                                                   | 1. Bundesliga      | 11.   |
| 2012                                                                                                   | 1. Bundesliga      | 9.    |
| 2013                                                                                                   | 1. Bundesliga      | 12.   |
| 2014                                                                                                   | 1. Bundesliga      | 9.    |
| 2015                                                                                                   | 1. Bundesliga      | 11.   |
| 2016                                                                                                   | 1. Bundesliga      |       |
| Anmerkung: Eine grün unterlegte Saison kennzeichnet einen Aufstieg, eine rot unterlegte einen Abstieg. |                    |       |

| Saison                                                                                                 | Liga                | Platz |
| --- | ------------------- | ----- |
| 2008                                                                                                   | Regionalliga Frauen | 9.    |
| 2009                                                                                                   | Regionalliga Frauen | 15.   |
| 2010                                                                                                   | Regionalliga Frauen | 17.   |
| 2011                                                                                                   | Regionalliga Frauen | 7.    |
| 2012                                                                                                   | NRW-Liga Frauen     | 5.    |
| 2013                                                                                                   |                     |       |
| 2014                                                                                                   |                     |       |
| 2015                                                                                                   | 2. Bundesliga Nord  | 5.    |
| 2016                                                                                                   | 2. Bundesliga Nord  |       |
| Anmerkung: Eine grün unterlegte Saison kennzeichnet einen Aufstieg, eine rot unterlegte einen Abstieg. |                     |       |

Das Kölner Triathlon-Team 01 e. V. Köln wurde 2001 von zwanzig Gründungsmitgliedern, davon zehn Jugendliche, mit der Zielsetzung, den Nachwuchs im Triathlon- und Duathlonbereich zu fördern, gegründet. Avisiert wurde dabei nach Vereinsangaben von Beginn an mit einem vorrangig aus eigenem Nachwuchs bestehenden Team in der Triathlon-Bundesliga vertreten zu sein. 2004 ging erstmals ein Männer-Team in der untersten nordrheinwestfälischen Liga, der Verbandsliga Süd, an den Start. Nach sechs Aufstiegen in Folge trat die erste Mannschaft dann 2010 unter dem Namen des Hauptsponsors Marathon-Finanz AG – Kölner Triathlon-Team 01 erstmals in der 1. Bundesliga an. Seit 2013 tritt das Team unter dem Namen des neuen Hauptsponsors EBL Consulting als EBL KTT 01 an.
2003 wurde eine Mountainbike-Abteilung gegründet, die sich allerdings einige Jahre später als MTB RheinBerg wieder vom Hauptverein abtrennte. 2010 wurde eine Schwimmabteilung gegründet.

## Athleten
Johann Ackermann, Niclas Bock, Matthias Graute, Fabian Rahn, Anna Pauline Saßerath, Annika Vössing u. a.
Ehrenmitglieder des Vereins sind Faris Al-Sultan und Hermann Aschwer.